# Nazionale maschile di pallamano di Capo Verde
La nazionale di pallamano maschile del Capo Verde è la rappresentativa pallamanistica maschile della Capo Verde nelle competizioni internazionali.

## Storia
Nel 2025 parteciperà ai Mondiali.